# Kloster Lešok

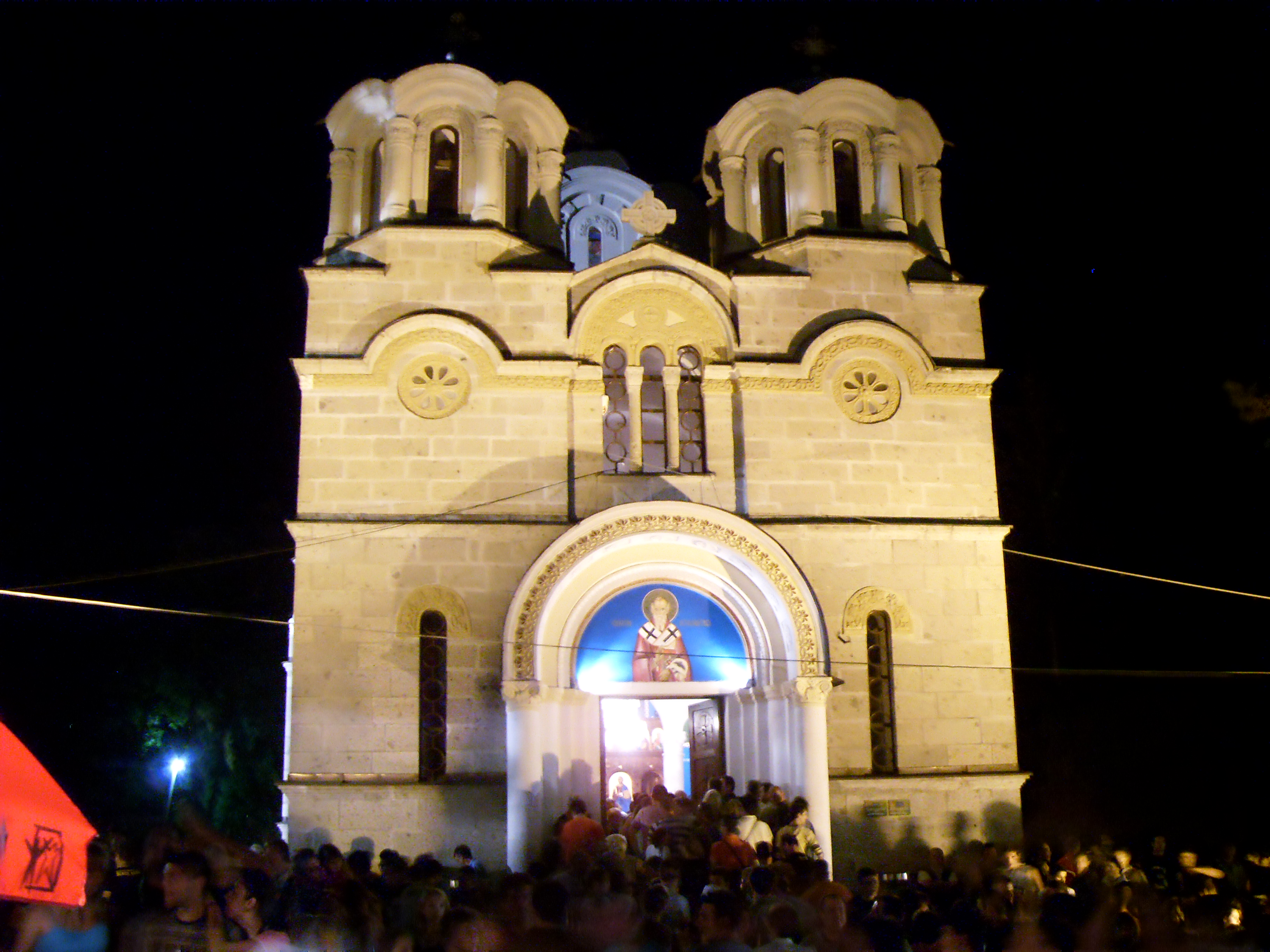
Athanasiuskirche des Klosters Lešok in der Nacht

Kloster Lešok ist ein mazedonisch-orthodoxes Kloster in Nordmazedonien. Es liegt etwa 8 km außerhalb der Stadt Tetovo nahe der Grenze zu Kosovo.
Zum Klosterkomplex gehören zwei Kirchen, die dem heiligen Athanasius und der Jungfrau Maria geweiht sind. Die Kirche der Jungfrau Maria wurde 1326 im byzantinischen Stil erbaut. Viele originale Teile der Marmorausstattung der Kirche befinden sich heute im Museum von Tetovo. Im 19. Jahrhundert setzte eine Wiederbelebung der Klostertradition ein und Kloster Lešok entwickelte sich zu einem kulturellen Zentrum.
Die Kirche des heiligen Athanasius wurde 1924 neben der Kirche der Jungfrau Maria errichtet. Auf dem Klostergelände befindet sich das Grab des bulgarisch-makedonischen Gelehrten Kiril Pejtschinowitsch (* 1770; † 1865). Ihm zu Ehren findet regelmäßig ein internationales Übersetzertreffen in Lešok statt.
Heute werden die restaurierten Schlafräume des Klosters für den Tourismus genutzt.

## Galerie

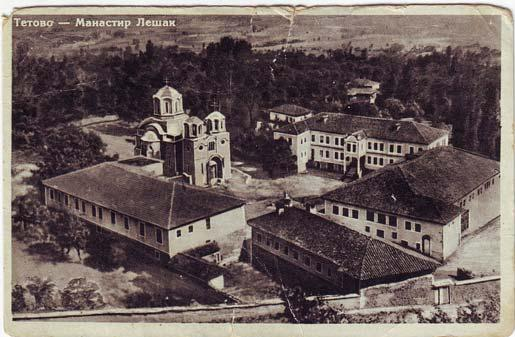
Postkarte des Klosters aus den frühen 1920er Jahren
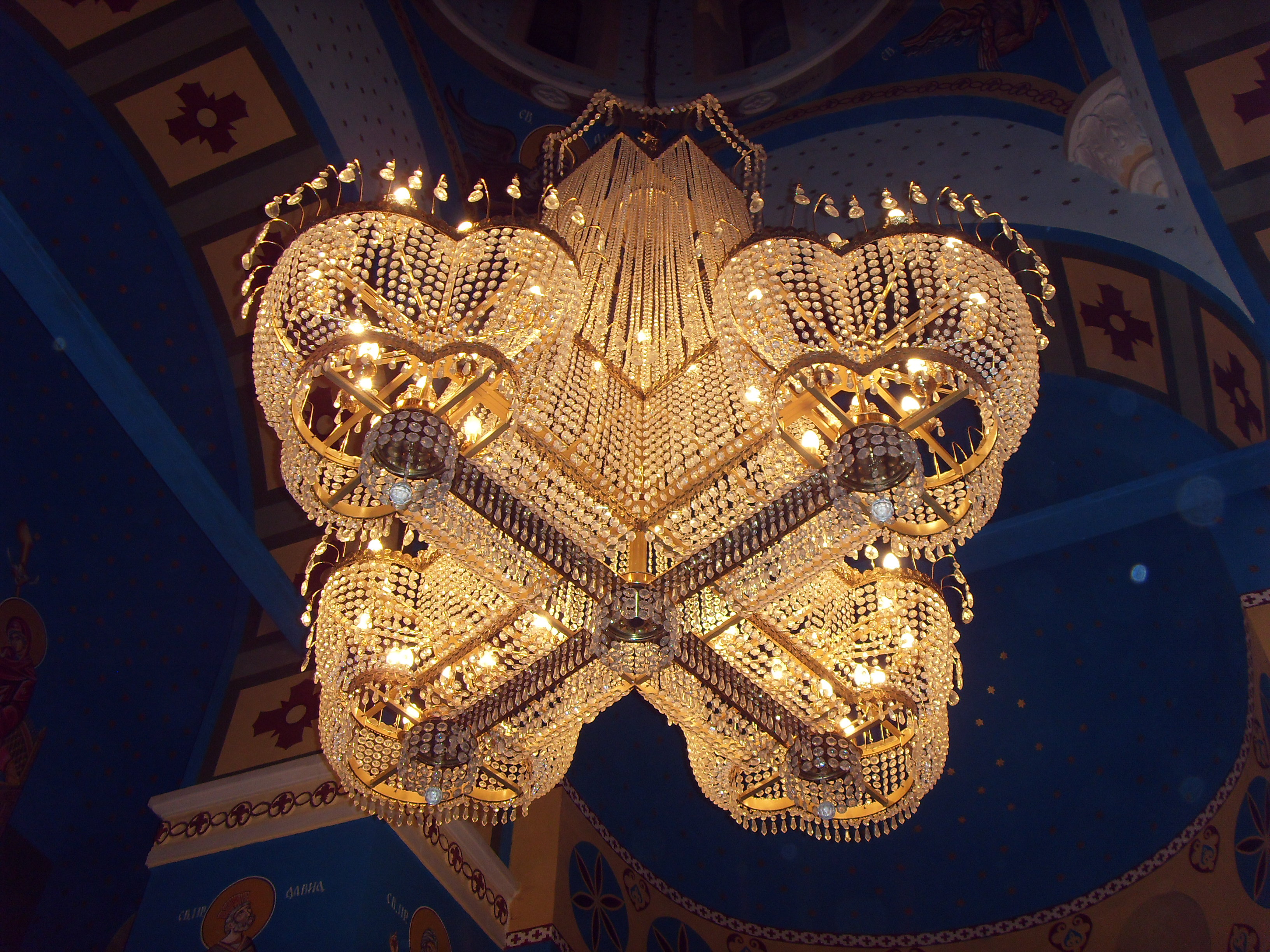
Im Inneren der Kirche des Heilige Athanasius
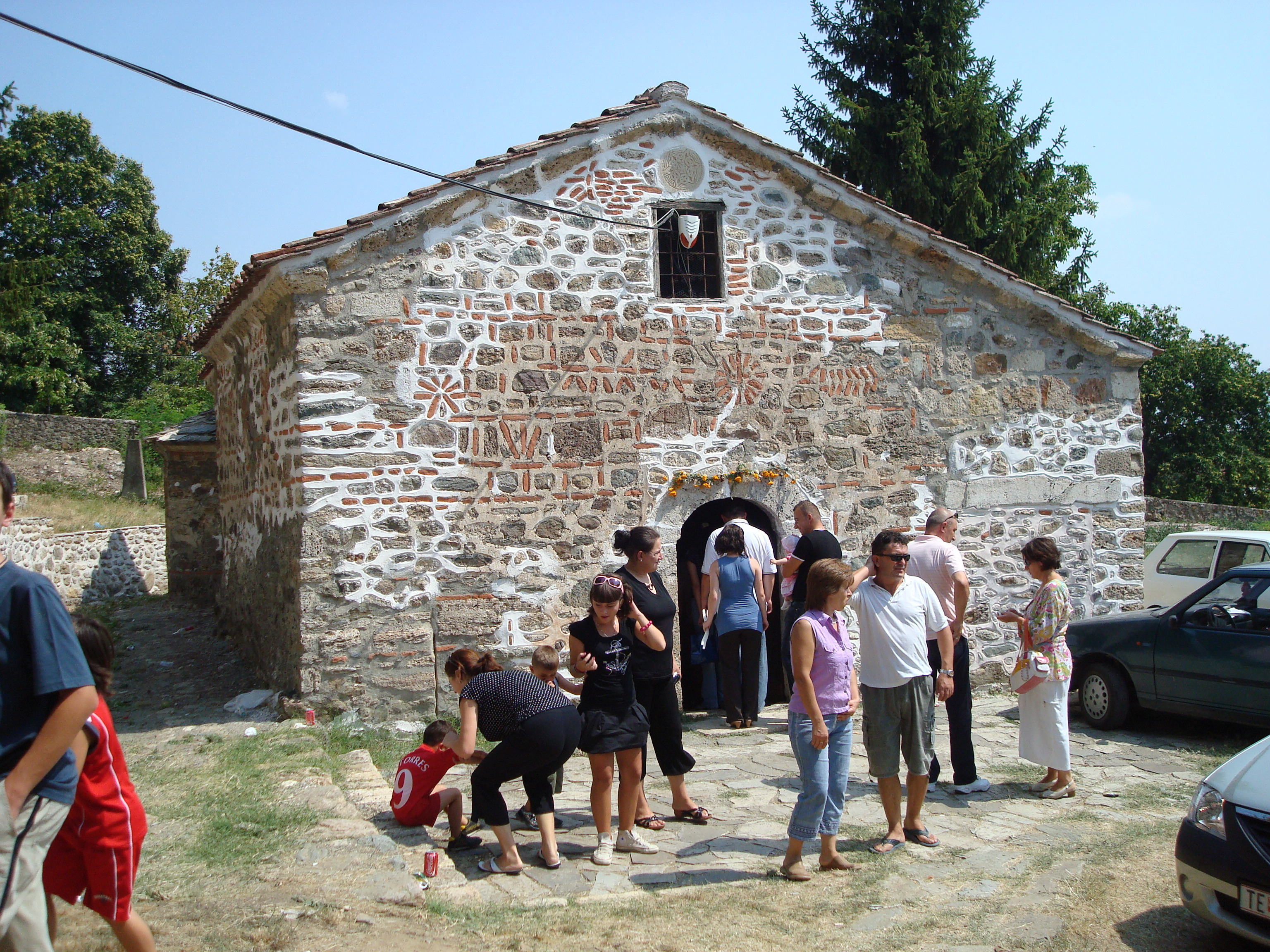
Die kleinere, aber ältere Klosterkirche „Heilige Jungfrau Maria“